# Fotokopiranje
Fotokopiranje (od njem. fotokopieren: fotokopirati) je postupak kojim se uz pomoć fotokopirnog stroja izrađuje razmjerno manji broj fotokopija grafičkog predloška (teksta, dokumenata, tiskanica, crteža, slika i drugo). Sve do razvoja suvremenih elektrofotografskih i digitalnih fotokopirnih strojeva, najzastupljeniji postupak umnožavanja tehničkih crteža i nacrta bila je diazotipija, a umnožavanja dokumenata termografija. Diazotipijom se crtež izrađen na prozirnom (paus) papiru kopirao na papir (poznat pod nazivom ozalid) kojemu je površinski sloj sadržavao fotoosjetljive diazo-spojeve. Kopiranje se provodilo dodirom (kontaktno), uz izlaganje djelovanju svjetlosti ili ultraljubičastog zračenja te razvijalo u amonijačnim parama. Termografijom se izvornik dovodio u dodir s papirom osjetljivim na toplinu i izlagao infracrvenomu zračenju. Tamni dijelovi originala upijali (apsorbirali) su više topline, prenosili je na kopirni papir, koji je na tim mjestima potamnio.

## Elektrofotografija
Elektrofotografija se osniva na svojstvima nekih poluvodiča da pod djelovanjem svjetlosti postaju vodljivi (na primjer cinkov oksid, amorfni selenij). Direktnim postupkom osvjetljava se papir koji sadrži sloj poluvodiča (na primjer postupak elektrofaks), dok su danas najrašireniji posredni (indirektni) postupci, prvenstveno kserografija. U kserografskom fotokopirnom stroju dijelovi predloška postupno se osvjetljavaju, a svjetlost reflektirana s predloška usmjerava se na površinu rotirajućeg bubnja prevučenog slojem fotoosjetljivog poluvodiča. Područja izložena svjetlosti, ovisno o osvijetljenosti, gube dio prethodno jednolično nanesenog negativnog naboja, jer na tim područjima poraste vodljivost poluvodiča, pa se tako stvara latentna slika. Na bubanj se potom nanosi pozitivno nabijena praškasta boja (takozvani toner), koja se zadržava na neosvijetljenim područjima. Negativno nabijeni papir u doticaju s bubnjem privlači toner, čime se stvara vidljiva slika. Prolaskom između zagrijanih valjaka slika se fiksira zataljivanjem tonera. Bubanj se nakon toga automatski čisti od zaostalog tonera i elektrostatski neutralizira kako bi bio pripravan za sljedeću kopiju.

## Digitalni fotokopirni sustavi
Digitalni fotokopirni sustavi nalaze u novije doba sve veću primjenu, posebno za izradbu kopija u boji. Fotokopirni uređaj takva sustava u osnovi sadrži skener, kojim se izvornik pretvara u digitalni zapis, i pisač upravljan računalom, najčešće laserski, kojim se uz pomoć laserske zrake posrednim (indirektnim) elektrofotografskim postupkom dobiva kopija (otud i uvriježeni naziv lasersko kopiranje).

## Vanjske poveznice
|  | Zajednički poslužitelj ima još gradiva o temi Fotokopiranje |